# Rhesalides
Rhesalides là một chi bướm đêm thuộc họ Erebidae.

## Loài
- Rhesalides curvata Lucas, 1895
- Rhesalides keiensis Prout, 1921